# Paráfisis

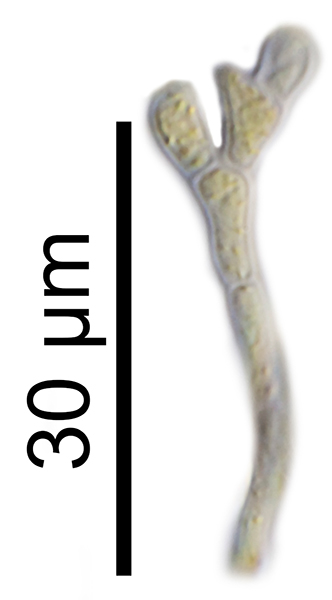
Muestra de paráfisis.

Las paráfisis (paraphyses en inglés), denominadas también parafisos o parafisas, son estructuras de protección de los gametangios que aparecen en diferentes organismos vegetales.
Así pues podemos encontrar paráfisis:
- En hongos situados entre los ascos del himenio, estas paráfisis están formadas por hifas acompañantes estériles constituyendo el hamatecio.
- En musgos situados entre los anteridios, están formadas por filamentos uniseriados (una única célula detrás de otra) a menudo con la última célula engrosada. Además de la función protectora pueden ser fotosintéticamente activas proporcionando nutrientes a los anteridios.
- En algas situados entre los gametangios (tanto los espermatogonios como los oogonios), están formados por filamentos uniseriados de células.